# Саламбо
«Саламбо́» (фр. Salammbô) — історичний роман французького письменника Гюстава Флобера, опублікований у 1862 році. В ньому переплетені реальні та вигадані події. Дія роману відбувається напередодні та впродовж повстання найманців проти Карфагену, що сталося в 241—238 роках до н. е.
Флобер джерелом для свого твору використав першу книгу «Історій» Полібія. Це був маловивчений період античної історії, який вимагав від автора великої та клопіткої роботи. Флобер навіть залишив роботу над «Мадам Боварі», віддавши себе повністю новому твору.
Після успіху «Мадам Боварі» це був другий вдалий твір Флобера, який затвердив його літературну репутацію. Одяг мешканців Карфагену, описаний Флобером в романі, на деякий час став взірцем для французьких модників та модниць.
Українською роман переклав Дмитро Паламарчук.

## Синопсис
Після закінчення Першої Пунічної війни, уряд Карфагену неспроможний розплатитися з найманцям, які за нього воювали. Ті хочуть пограбувати Карфаген, але погоджуються на невелику попередню платню. Вони йдуть у місто Сікка, а дорогою зустрічають прокаженого Ганнона, котрий пояснює, що Карфаген не здатен виплатити борг. Раб-вільновідпущеник Спендій перекручує його слова, щоб підбурити найманців на повернення й грабунок Карфагену. На додачу прибуває ватажок групи найманців Зарксас і розповідає як карфагеняни підступно вбили 300 пращників, які залишилися в місті. Ганнон тікає, боячись помсти, а найманці вирішують повернутися.
Жриця Саламбо, дочка Гамількара Барки, просить у богині Місяця Таніт допомоги. Жрець Шагабарім забороняє їй відвідати статую богині, кажучи, що від її сили недосвідчена жриця помре. Здалеку вони бачать армію найманців, яка наближається до Карфагена. Поки основні сили беруть місто в облогу, командувач найманців, Мафо, жадає захопити Саламбо, в яку він закохався, поки був раніше в місті на бенкеті. Разом зі Спендієм він проникає в місто через акведук і викрадає священне покривало Заїмф, яким була огорнена статуя Таніт. Саламбо змушена проникнути до табору найманців аби повернути покривало, знехтувавши легендою, що всіх, хто торкається покривала, чекає швидка божественна кара.
Гамількар Барка повертається в місто, щоб розсудити раду Карфагена та найманців. Але побачивши яких руйнувань завдали другі, він збирає військо та розбиває сили Спендія. В карфагенян є перевага — бойові слони, хоча вони так само небезпечні для своїх, як і для ворогів. Саламбо досягає Мато в його наметі біля табору вночі. Вважаючи одне одного божественними посланцями, вони кохаються. Жриця забирає Заїмф, а дорогою назад зустрічає свого батька. Той заручає її з Нарр' Хавасом, який перейшов на бік Карфагена. Одночасно Гамількар монополізує запаси продовольства, щоб стати ще багатшим, ніж він уже є.
Карфагеняни повертаються до свого міста, а найманці переслідують їх. Спендій перекриває водопостачання міста. Карфагеняни вірять, що бог Молох пошле їм дощ, якщо принести йому в жертву найцінніше — дітей, спаливши їх живцем. Свого сина Ганнібала мусить пожертвувати і Гамількар. Але він посилає замість рідного сина замаскованого хлопчика-раба. Жерці закликають народ віддати більше дітей, викрикуючи «Це не люди, це бики!». Невдовзі починається дощ і карфагеняни, втамувавши спрагу, прагнуть помсти.
До воїнів Гамількара приєднуються прості жителі, озброєні підручними знаряддями. Завдяки їхній підмозі Гамількару вдається здійснити контратаку і вигнати найманців з їхніх таборів. Ганнона та Спендія розпинають, але Мато наказує також стратити полонених карфагенян. Пізніше він і тисячі найманців потрапляють у пастку в ущелині, де їх добивають, а вцілілих убивають дикі леви. Мато перед стратою піддають тортурам: його проводять вулицями, а містяни б'ють його всім, що трапилося під руку. В кінці жрець Шагабарім вирізає йому серце. Але бачачи страту Мато, помирає і Саламбо. Це підтверджує легенду, що всі, хто торкаються до Заїмфа, невдовзі помруть.

## Переклади українською
- Флобер, Гюстав (1924). Саламбо. Переклад: Борис Чорний. Київ: Книгоспілка.

- Флобер, Гюстав (1930). Саламбо. Переклад: Максим Рильський. Харків: Література і мистецтво.

- Флобер, Гюстав (1973). Саламбо. Переклад: Микола Мінська. Київ: Радянський письменник.

- Флобер, Гюстав (1987). Саламбо. Переклад: Дмитро Паламарчук. Київ: Дніпро.

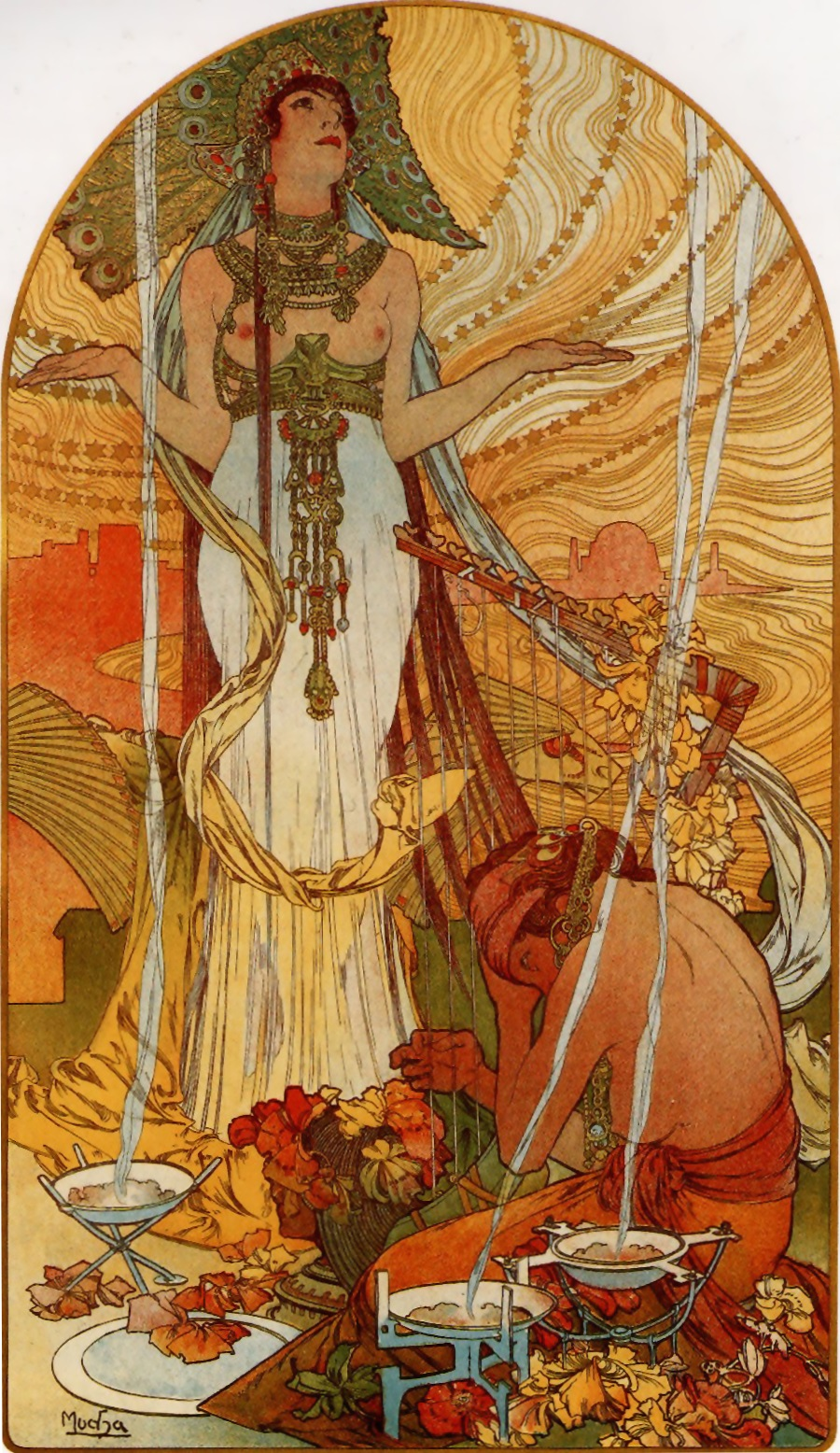
Саламбо, Альфонс Муха

- Флобер, Гюстав (2024). Саламбо. Переклад: Дмитро Паламарчук. ілюстрації Марії Химинець. Київ: Стилет і стилос. ISBN 978-617-8393-05-2.

## Переробки

### Музичні
- Salammbô — незвершена опера Модеста Мусоргського (1863—1866).
- Salammbô — незвершена опера Сергія Рахманінова.
- Salammbô — опера Ернеста Реєра за романом Гюстава Флобера (1890).
- Salaambo — назва вигаданої опери, яку рекламує Чарльз Фостер Кейн для своєї другої дружини в фільмі Орсона Веллса «Громадянин Кейн». Показаний у фільмі уривок із арією Саламбо написав Бернард Геррманн. Арія стала вагомим вкладом в канонічний оперний репертуар.
- Salammbô — опера французького композитора Філіпа Фенелона (Philippe Fénélon) на лібретто Жана-Іва Массона (Jean-Yves Masson) за романом Флобе́ра (1998).

### Кіно
- Salammbô — німий фільм П'єра Мародона, музика Флорана Шміта.
- Salammbô — фільм Серджіо Грєко (1962).
- Salammbo — вільна переробка італійського німого фільму «Кабірія» (1914).

### Інше
- Salammbo — п'єса Чарльза Лудлама (1988).
- Salammbô — книга науково-фантастичних коміксів Філіпа Друє (Phillippe Druillet).
- Salammbo: Battle for Carthage — назва гри на платформі Windows компанії Dreamcatcher Interactive (2003).

## Галерея

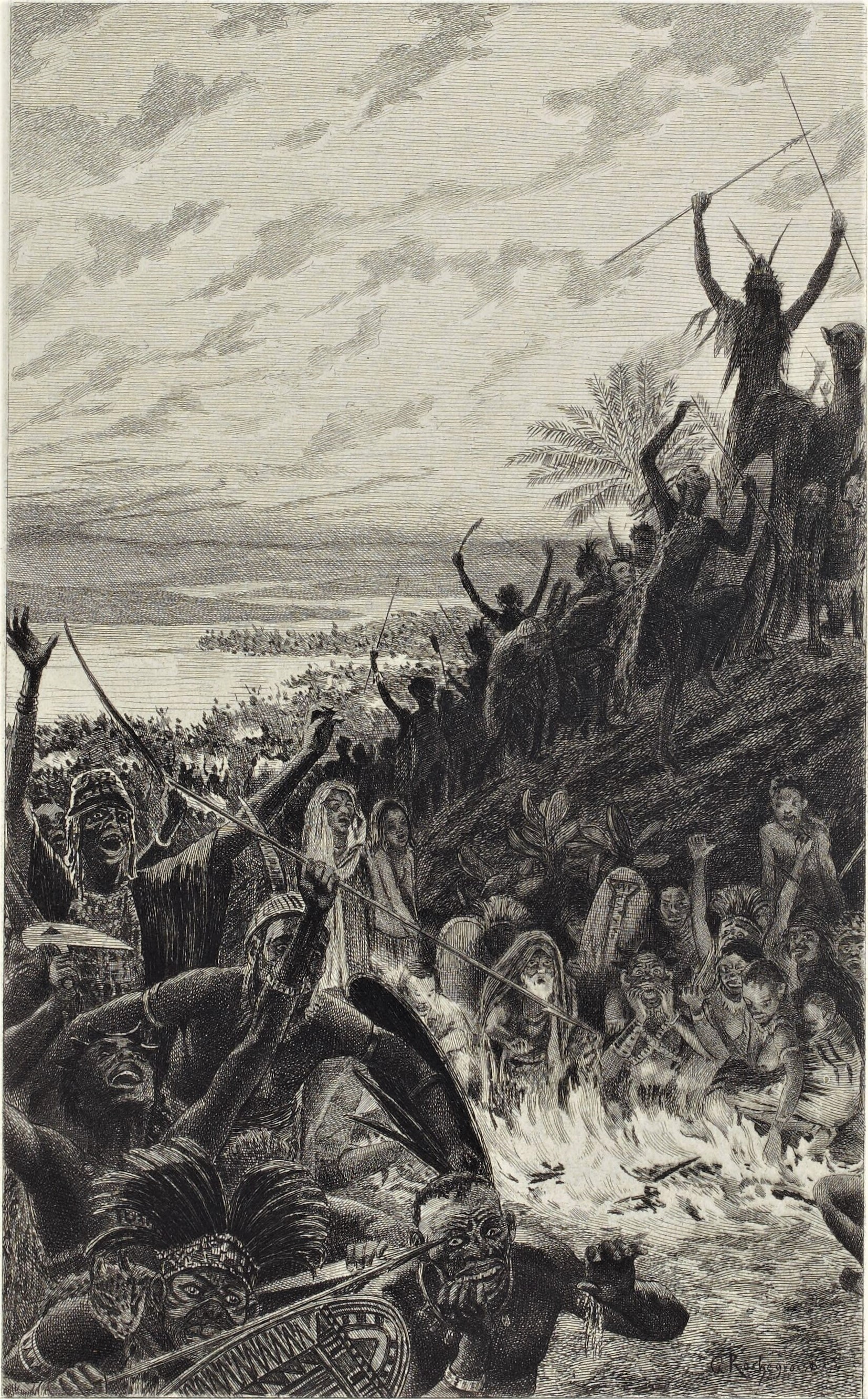
Африканські найманці
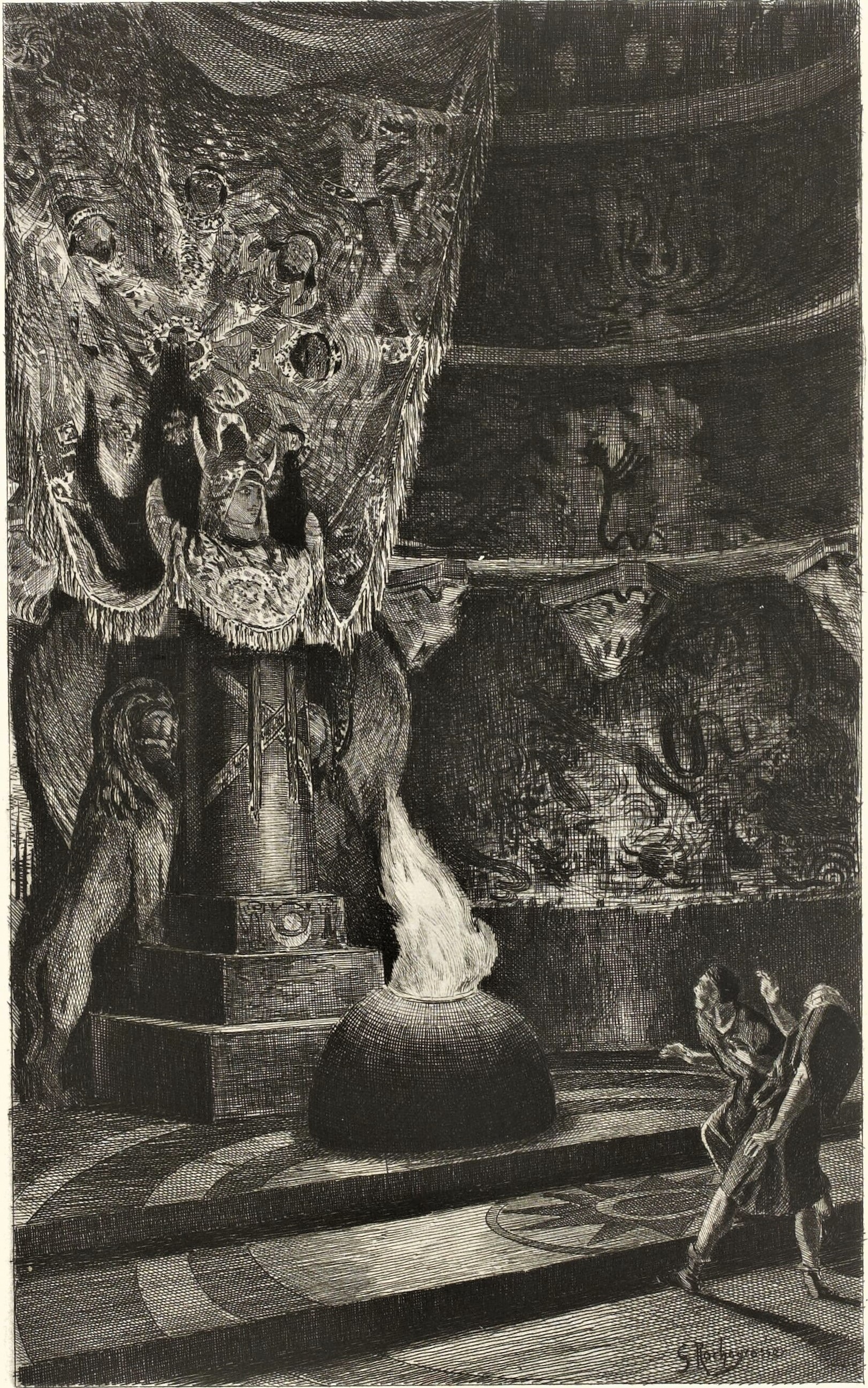
Покривало богині Таніт
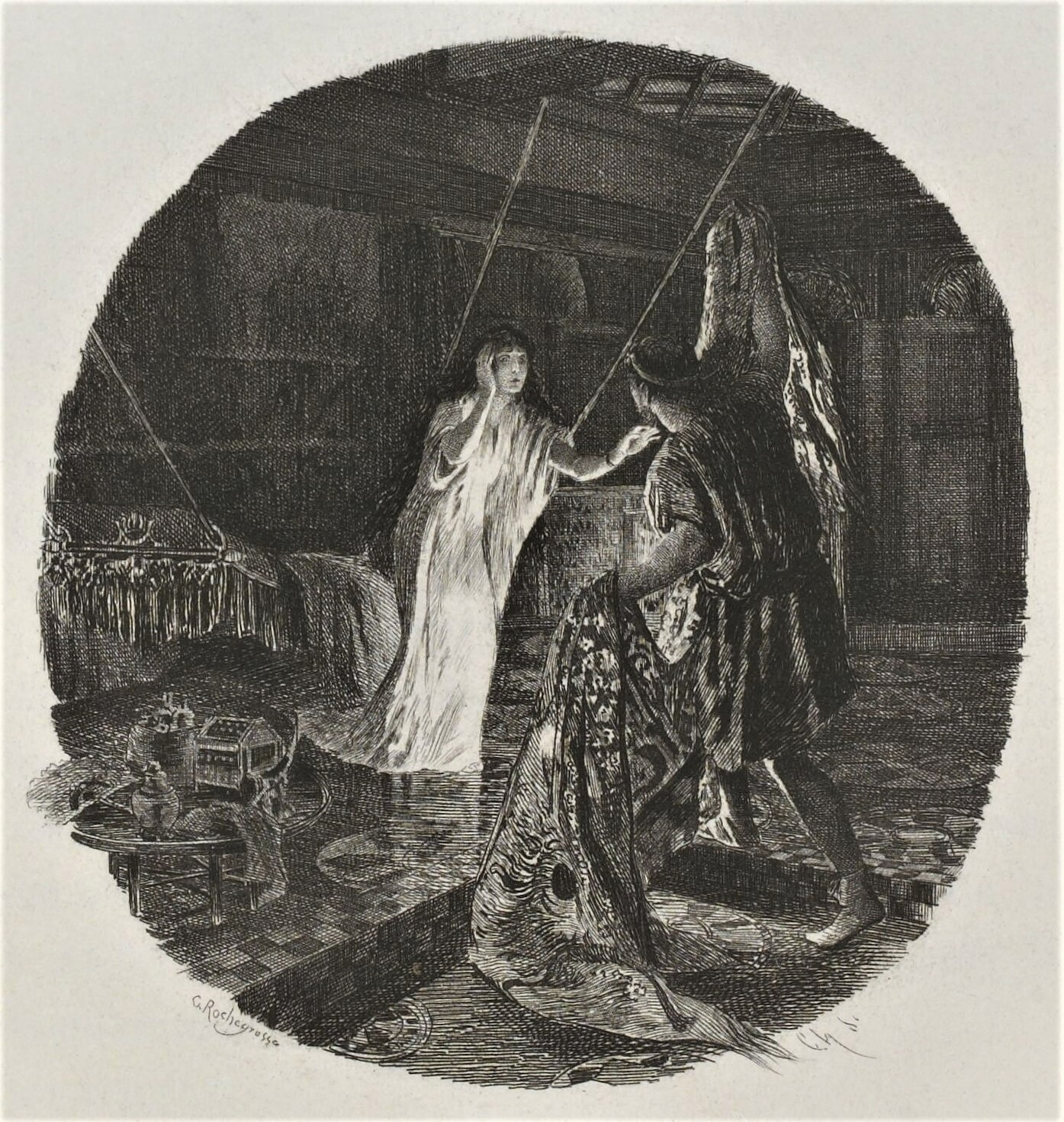
Мато в кімнаті Саламбо
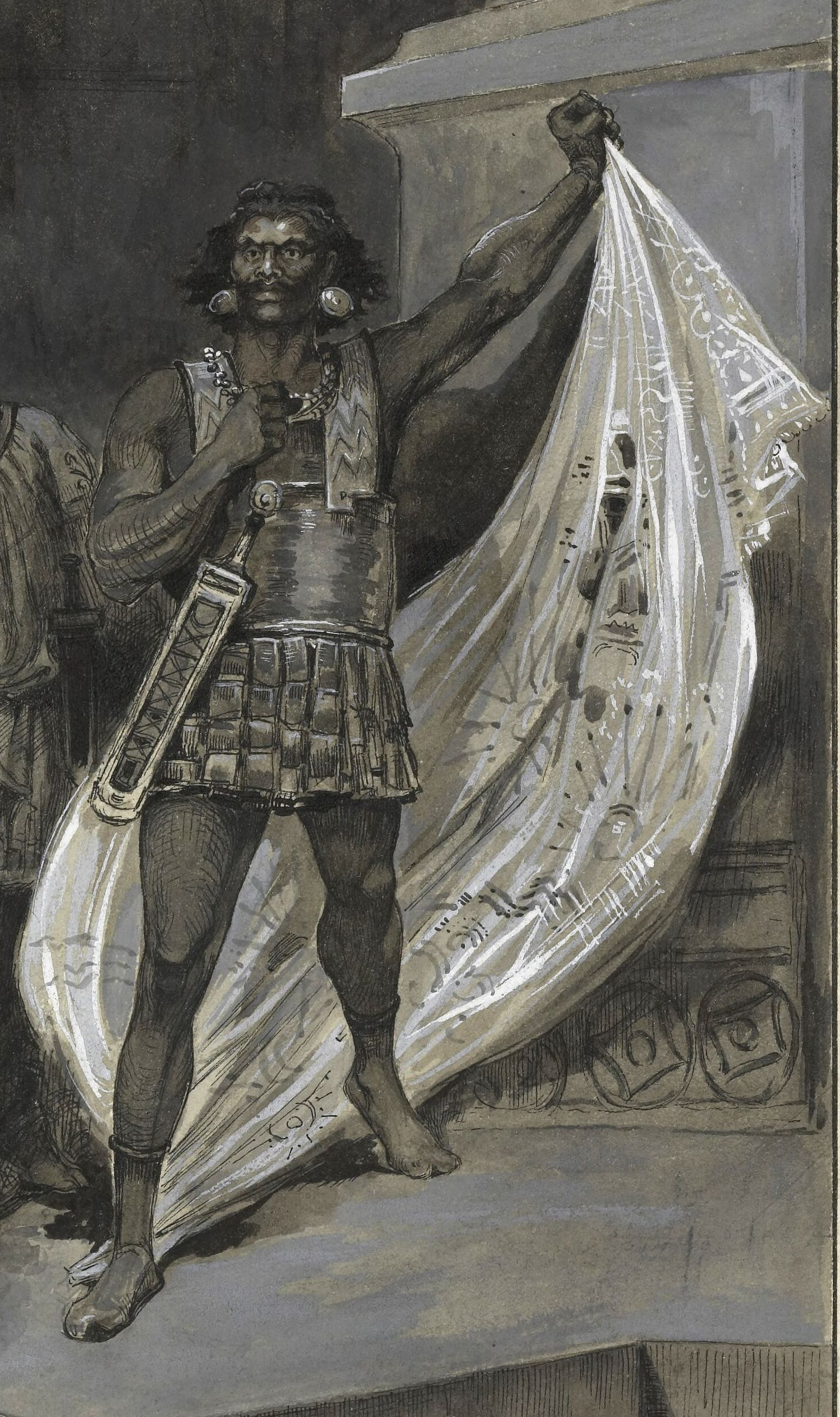
Мато викрадає покривало
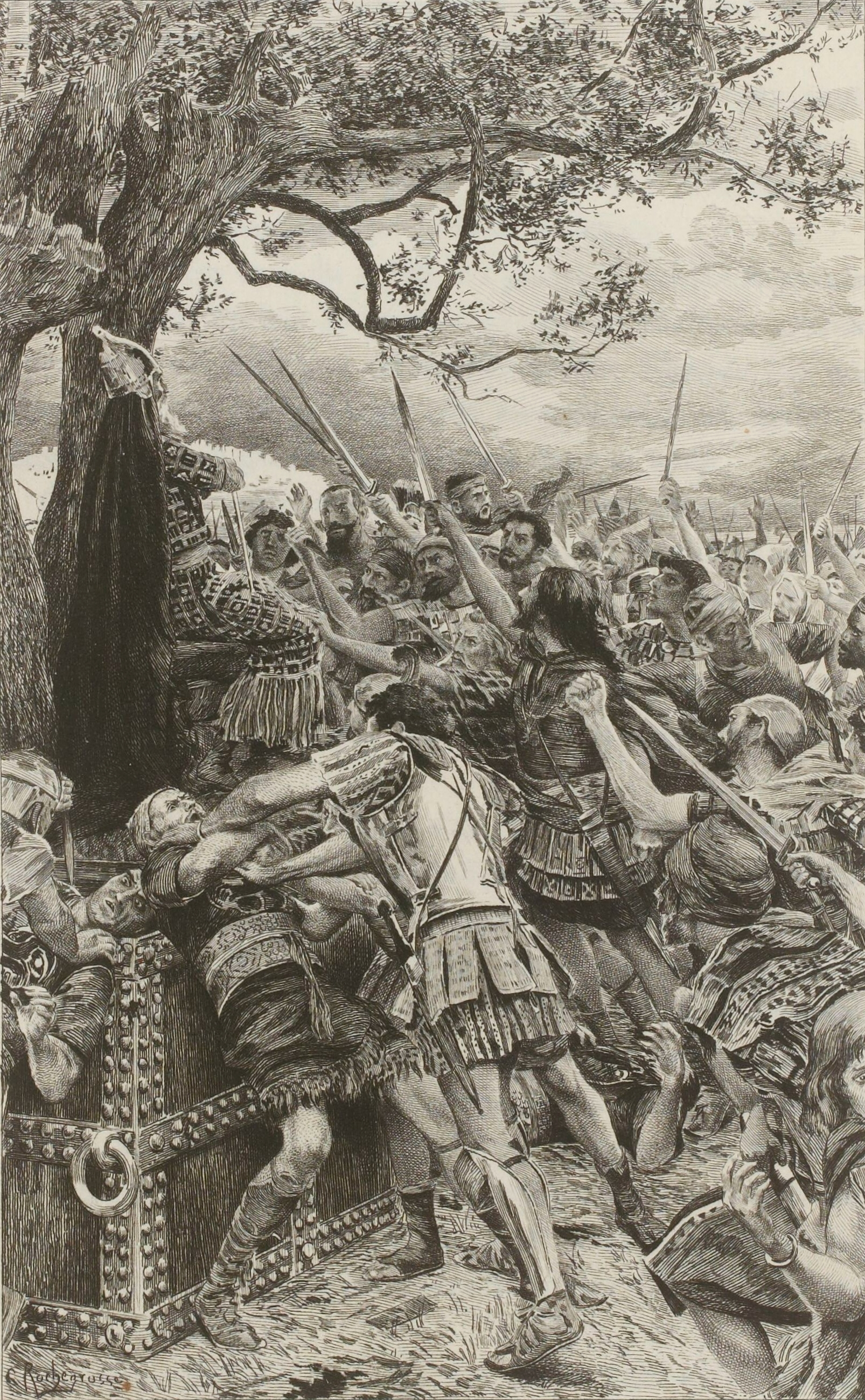
Генерал Гіско зазнає нападу найманців
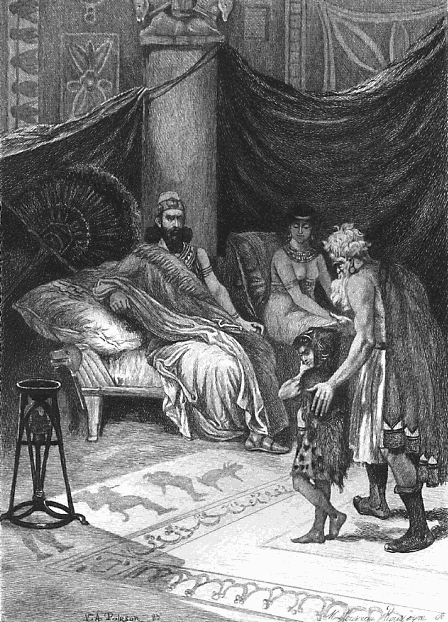
Гамількар відправляє раба на смерть
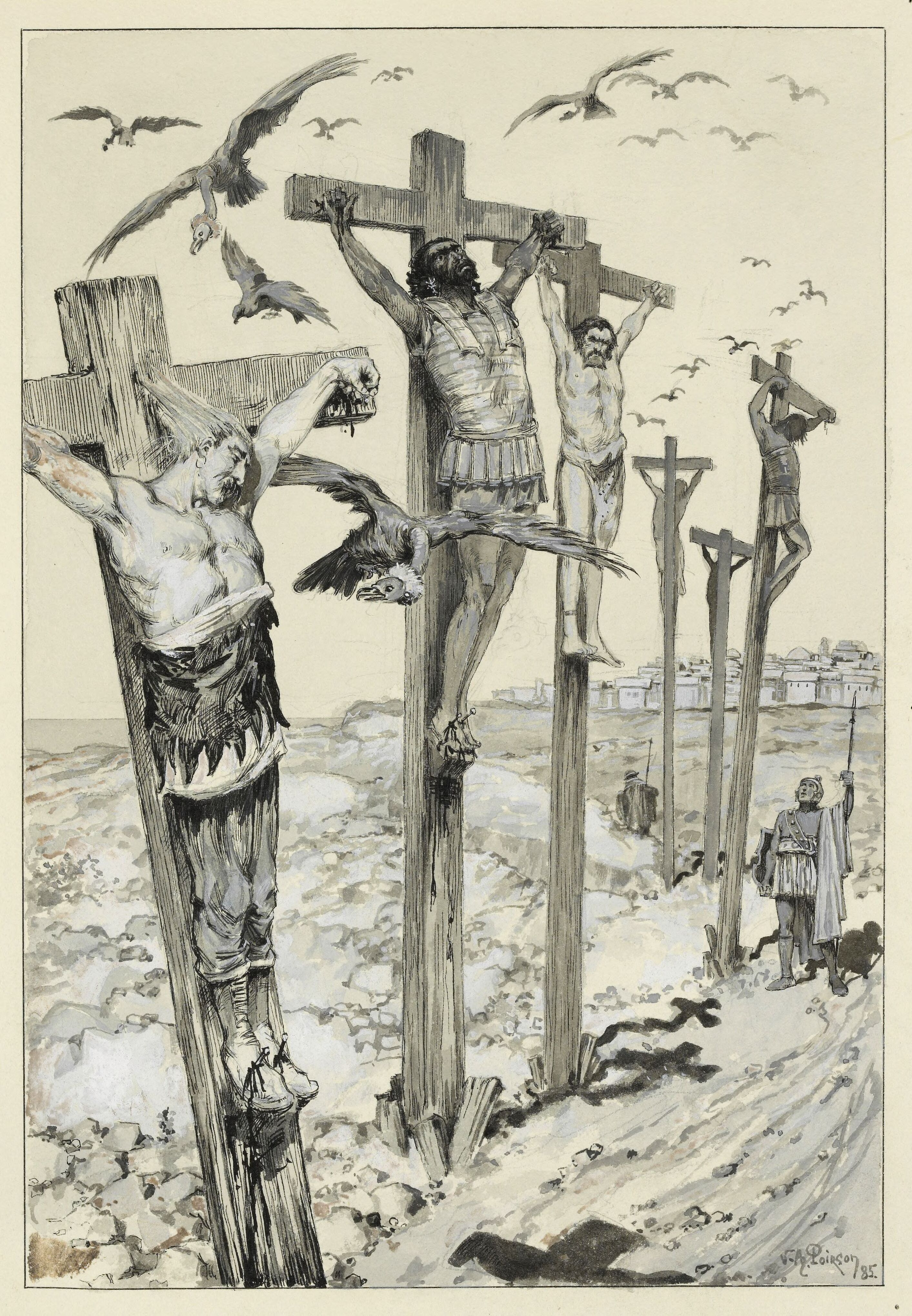
Страта найманців

## Цікавинки
На честь героїні роману, жриці Саламбо, названо тістечко.